# Генеральный почтмейстер Шри-Ланки
Генеральный почтмейстер Шри-Ланки (англ. Postmaster General of Sri Lanka) — официальный статус главы почтовой администрации Шри-Ланки, которая является одним из правительственных департаментов. По состоянию на 2017 год, пост генерального почтмейстера занимал Д. Л. П. Рохана Абеяратне (D. L. P. Rohana Abeyaratne).

## История
Первым генеральным почтмейстером на острове Цейлон при британцах был Антонио Бертолуччи (Antonio Bertolucci), назначенный на этот пост в 1802 году.
В 1815 году остров полностью перешёл под британское управление. С этого же года генеральным почтмейстером на острове числился Э. Блеттерман (E. Bletterman). Его сменил в 1817 году Льюис Сансони (Lewis Sansoni)[≡]. Следующим почтмейстером стал майор Дж. Стюарт, под руководством которого почта была учреждена во всех крупных городах острова.
В 1882 году англичане реорганизовали почтовую службу и создали постоянно действующее центральное почтовое отделение в Коломбо. Впоследствии был введён пост, полное название которого звучало как генеральный почтмейстер Цейлона, и первым, кто был назначен на эту должность, стал офицер воздушной армии А. Кеннеди (A. Kennedy).

## Список генеральных почтмейстеров
Ниже перечислены ранние генеральные почтмейстеры на острове и лица, занимавшие пост генерального почтмейстера Цейлона, а с 1972 года — пост генерального почтмейстера Шри-Ланки (список неполный):
Ранние генеральные почтмейстеры
- Антонио Бертолуччи (Antonio Bertolucci, 1802—?)
- Э. Блеттерман (E. Bletterman, 1815—1817)
- Льюис Сансони (Lewis Sansoni)[≡]
- Майор Дж. Стюарт (Major G. Stewart)
- Джордж Ли (George Lee, 1833—1860; находился дольше всех в этой должности)
- Т. Э. Б. Скиннер (T. E. B. Skinner, 1871—1897)

Генеральные почтмейстеры Цейлона
- А. Кеннеди (A. Kennedy)
- Ф. Дж. Смит (F. J. Smith, 1913—1923)
- Дж. П. Эпплби (J. P. Appleby, 1946—1947)
- Мудлиер Д. Г. Тиллекератне (Mudlier D. G. Tillekeratne, 1934—1935)
- А. Игнатиус Перера (A. Ignatius Perera, CBE, 1947—1951)
- В. А. Николас (V. A. Nicholas MBE, 1951—1956)
- Х. Э. Сеневиратне (H. E. Seneviratne, 1956—1961)
- Т. Сивапрагасам (T. Sivapragasam — 1961, и. о.)
- Д. Г. Даяратне (D. G. Dayaratne, 1961—1962)
- А. С. Кохомбан-Викрема (A. S. Kohomban-Wickrema, 1962—1964)
- А. Л. Перера (A. L. Perera, 1964—1968)
- Г. Э. де С. Эллавала (G. E. de S. Ellawala, 1968)
- Вернон Абейсекера (Vernon Abeysekera, CAS[англ.], 1969—1970)

Генеральные почтмейстеры Шри-Ланки
- Ч. Дж. Серасингхе (C. J. Serasinghe, 1970—1973)
- А. Р. М. Джаявардене (A. R. M. Jayawardene, SLAS[англ.], 1973—1980)
- А. П. Хапудения (A. P. Hapudeniya, 1980—1984)
- Ю. У. Бандара (U. W. Bandara, 1985—1986)
- А. Б. Дамунупола (A. B. Damunupola, 1986—?)
- К. А. С. Сенадхеера (K. A. S. Senadheera)
- М. К. Б. Диссанаяке (M. K. B. Dissanayake)
- Д. Л. П. Р. Абеяратне (D. L. P. R. Abeyaratne, 2012 — н. в.)[2]